# Cometa Halley
El cometa Halley, oficialmente denominado 1P/Halley, es un cometa grande y brillante que orbita alrededor del Sol cada 76 años en promedio debido a su período orbital. Es uno de los mejor conocidos y más brillantes cometas de «período corto» de la nube de Oort. Halley es el único de período corto que es visible a simple vista desde la Tierra, y también el único cometa a simple vista que quizás aparece dos veces en una vida humana, por lo que del mismo existen muchas referencias de sus apariciones, siendo el mejor documentado.
El cometa recibió su nombre por el apellido de quien calculó su órbita, el astrónomo británico Edmund Halley.
El regreso del Halley al interior del Sistema Solar fue observado y registrado por astrónomos desde por lo menos el año 240 a. C. Claras evidencias de las apariciones del cometa fueron hechas por cronistas chinos, babilónicos y europeos medievales en 1066, pero no fueron reconocidas entonces como reapariciones del mismo objeto. El período orbital del cometa fue determinado por primera vez en 1705 por el astrónomo inglés Edmund Halley, en la actualidad nombre designado para el astro. Se lo observó por última vez en el año 1986 en las cercanías de la órbita de la Tierra.
La lista de los años de observaciones del cometa es la siguiente, comenzando por el año 239 a. C., primer año en que se sabe que fue observado: 239 a. C., 164 a. C., 86 a. C., 11 a. C., 66, 141, 218, 295, 374, 451, 530, 607, 684, 760, 837, 912, 989, 1066, 1145, 1222, 1301, 1378, 1456, 1531, 1607, 1682, 1759, 1835, 1910 y 1986. La próxima aparición está prevista para el año 2061.
Durante su aparición en 1986 Halley se convirtió en el primer cometa observado con detalle por sondas espaciales, proporcionando la primera información de observación sobre la estructura de un núcleo cometario y del mecanismo de formación del coma y la cola. Esas observaciones apoyaron un número de hipótesis antiguas sobre la construcción del cometa, particularmente el modelo de «bola de nieve sucia» de Fred Lawrence Whipple, que correctamente predice que Halley estaría compuesto de una mezcla de hielos volátiles (como agua, dióxido de carbono, amoníaco y polvo). Las misiones también proporcionaron informaciones que esencialmente reformaron y reconfiguraron esas ideas. Por ejemplo, ahora se entiende que la superficie de Halley está en gran parte compuesta por polvo, materiales no volátiles, y que solo una pequeña parte de ella está cubierta de hielo.

## Estudio del cometa

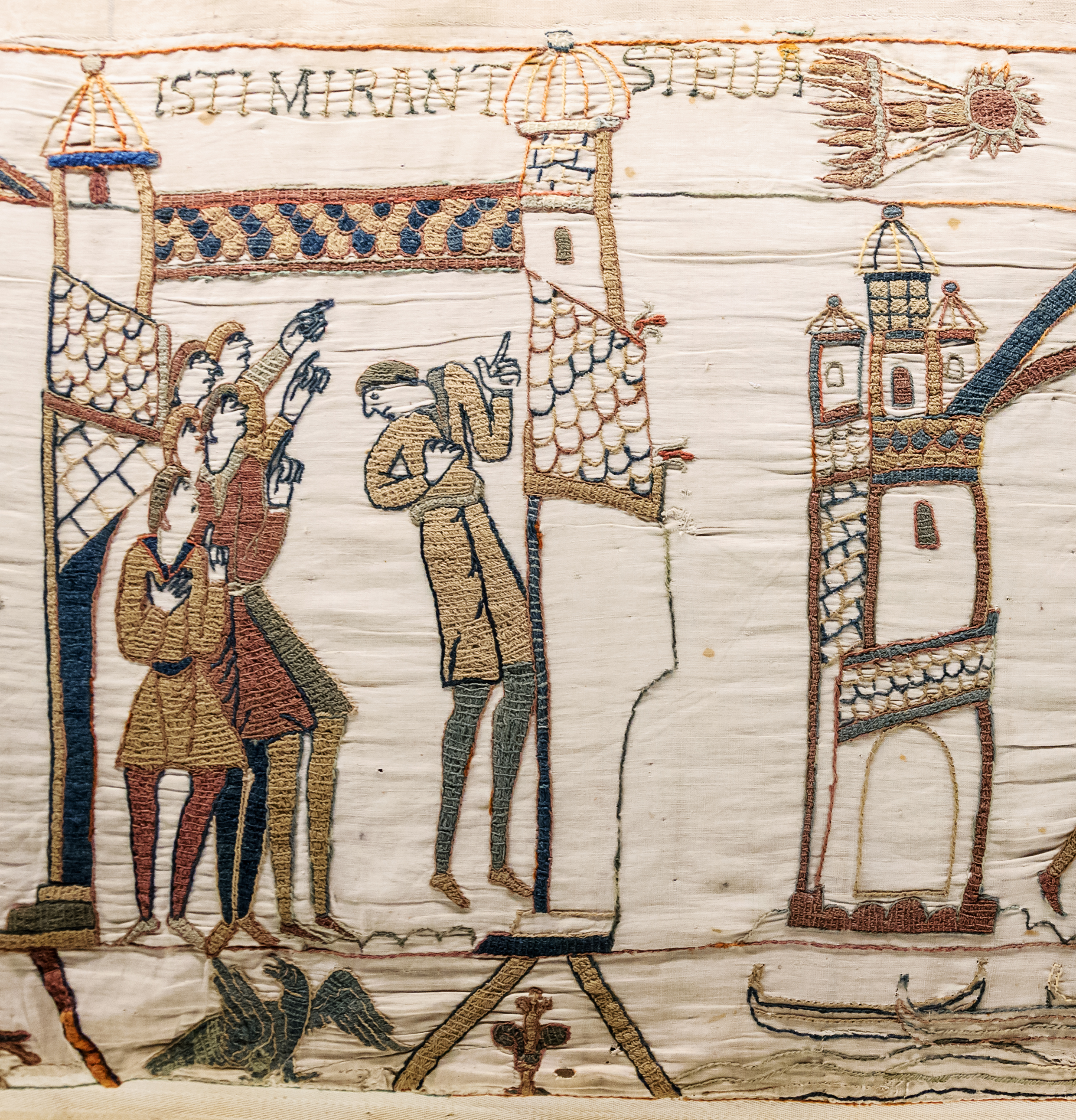
El Cometa Halley en una de sus apariciones, en el año 1066, según el Tapiz de Bayeux.

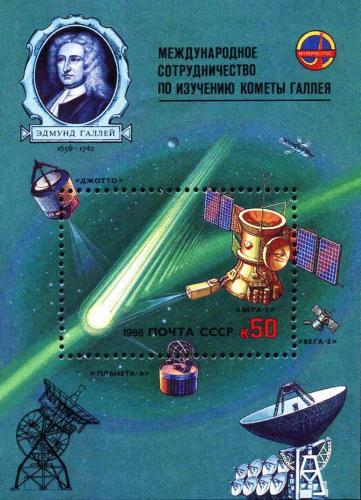
Cometa Halley, Edmund Halley, Vega 1, Vega 2, Giotto, Planet-A. Hoja bloque de la Unión Soviética, 1986.

El cometa Halley fue el primero en ser reconocido como periódico, y su órbita fue calculada por primera vez por el astrónomo inglés Edmund Halley en 1705. Se le observó con anterioridad en Europa en el año 1456 por el astrónomo alemán Johann Müller Regiomontano. Las observaciones de datos muestran que fue observado por primera vez en el año 239 a. C.
En sus observaciones, Edmund Halley comprobó que las características del cometa coincidían con las descritas en 1682, y también con las del de 1531 (descritas por Pedro Apiano) y 1607 (observadas por Johannes Kepler en Praga). Halley concluyó que correspondían al mismo objeto celeste, que retornaba cada 76 años. Con ello, realizó una estimación de la órbita, y predijo su reaparición para el año 1757. Esta predicción no fue del todo correcta, pues el retorno no fue visto hasta el 25 de diciembre de 1758, realizado por el astrónomo aficionado alemán Johann Georg Palitzsch. En este caso, la atracción de Júpiter y Saturno fue la responsable del retraso. Halley no pudo contemplar el retorno de su cometa, tras fallecer en 1742, dieciséis años antes.
En 1986 varias sondas espaciales se encontraron con el cometa, entre ellas las Vega 1 y 2, la Giotto, la Suisei (o PLANET-A), la Sakigake y la ISEE-3/ICE, la llamada Halley Armada; gracias a ellas hoy se dispone de gran información y fotos del cometa.

### Apariciones
Los cálculos de Halley permitieron encontrar las primeras apariciones del cometa en el registro histórico. La siguiente tabla establece las designaciones astronómicas para cada aparición del cometa Halley desde el 240 a. C., el primer avistamiento generalizado documentado. Por ejemplo, «1P / 1982 U1, 1986 III, 1982i» indica que para el perihelio en 1986, Halley fue el primer cometa de período conocido (designado 1P) y esta aparición fue la primera vista en medio mes U (la segunda quincena de octubre) en 1982 (dando 1P / 1982 U1); fue el tercer cometa más allá del perihelio en 1986 (1986 III); y fue el noveno cometa descubierto en 1982 (designación provisional 1982i). Se muestran las fechas del perihelio de cada aparición. Las fechas del perihelio más alejadas del presente son aproximadas, principalmente debido a las incertidumbres en el modelado de efectos no gravitacionales. Las fechas del perihelio de 1531 y anteriores están en calendario juliano, mientras que las fechas del perihelio de 1607 y posteriores están en calendario gregoriano.
El cometa Halley es visible desde la Tierra en periodos de entre 75 a 79 años.
| Designación                   | Año a. C. / d. C. | Espacio (años) | Fecha del perihelio | Duración visible                   | Distancia más cercana | Descripción |
| ----------------------------- | ----------------- | -------------- | ------------------- | ---------------------------------- | --------------------- | --- |
| 1P/−239 K1, −239              | 240 a. C.         | -              | 15 de mayo          | 15-25 de mayo                      |                       | Primer avistamiento confirmado. |
| 1P / −163 U1, −163            | 164 a. C.         | 76             | 20 de mayo          |                                    |                       | Visto por los babilonios. |
| 1P / −86 Q1, −86              | 87 a. C.          | 77             | 15 de agosto        | 6-19 de agosto                     |                       | Visto por los babilonios y chinos. |
| 1P / −11 Q1, −11              | 12 a. C.          | 75             | 8 de octubre        | Agosto - 10 de octubre             | 0.16 AU               | Observado por los chinos durante dos meses. |
| 1P / 66 B1, 66                | 66                | 78             | 26 de enero         | 25-26 de enero                     |                       | Puede ser el cometa descrito por Josefo en La guerra judía como «un cometa del tipo llamado Xiphias, porque sus colas parecen representar la hoja de una espada», que supuestamente anunciaba la destrucción del Segundo Templo en el 70 d. C.                                                 |
| 1P / 141 F1, 141              | 141               | 75             | 25 de marzo         | 22-25 de marzo                     |                       | Descrito por los chinos como de color blanco azulado. Descrito en la literatura tamil y muerte de Chera (Yanaikatchai Mantaran Cheral Irumporai), rey después de la aparición del cometa. |
| 1P / 218 H1, 218              | 218               | 77             | 6 de abril          | 6 de abril - 17 de mayo            |                       | Descrito por el historiador romano Dion Casio como «una estrella muy temible». |
| 1P / 295 J1, 295              | 295               | 77             | 7 de abril          | 7-20 de abril                      |                       | Visto en China, pero no de manera espectacular. |
| 1P / 374 E1, 374              | 374               | 79             | 13 de febrero       | 13-16 de febrero                   | 0.09 AU               | El cometa pasó a 13.5 millones de kilómetros de la Tierra. |
| 1P / 451 L1, 451              | 451               | 77             | 3 de julio          | 28 de junio - 3 de julio           |                       | Apareció antes de la derrota de Attila el huno en la Batalla de Chalons. |
| 1P / 530 Q1, 530              | 530               | 79             | 15 de noviembre     | 27 de septiembre - 15 de noviembre |                       | Destacado en China y Europa, pero no espectacular. |
| 1P / 607 H1, 607              | 607               | 77             | 26 de marzo         | 15-26 de marzo                     | 0.09 AU               | El cometa pasó a 13.5 millones de kilómetros de la Tierra. |
| 1P / 684 R1, 684              | 684               | 77             | 26 de noviembre     | 2 de octubre - 26 de noviembre     |                       | Primeros registros japoneses conocidos del cometa. Visto en Europa y representado 800 años después en la Crónica de Nuremberg. Se ha intentado conectar una representación maya antigua del Dios L con el evento.                                                                              |
| 1P / 760 K1, 760              | 760               | 76             | 10 de junio         | 20 de mayo - 10 de junio           |                       | Visto en China, al mismo tiempo que otro cometa. |
| 1P / 837 F1, 837              | 837               | 77             | 25 de febrero       | 25-28 de febrero                   | 0.03 AU               | La aproximación más cercana a la Tierra (5 millones de km). La cola se extendía hasta la mitad del cielo. Apareció tan brillante como Venus. |
| 1P / 912 J1, 912              | 912               | 75             | 27 de julio         | 18-27 de julio                     |                       | Visto brevemente en China y Japón. |
| 1P / 989 N1, 989              | 989               | 77             | 2 de septiembre     | 2 a 5 de septiembre                |                       | Visto en China, Japón y (posiblemente) Corea. |
| 1P / 1066 G1, 1066            | 1066              | 77             | 25 de marzo         | Enero - 25 de marzo                | 0.1 AU                | Visto por más de dos meses en China. Grabado en Inglaterra y representado en el tapiz de Bayeux, que retrata los acontecimientos de ese año. |
| 1P / 1145 G1, 1145            | 1145              | 79             | 19 de abril         | 15-19 de abril                     |                       | Representado en el Salterio de Eadwine, con la observación de que tales «estrellas peludas» aparecían raramente, «y luego como un presagio». |
| 1P / 1222 R1, 1222            | 1222              | 77             | 10 de septiembre    | 10-28 de septiembre                |                       | Descrito por los astrónomos japoneses como «tan grande como la media luna...Su color era blanco pero sus rayos eran rojos». |
| 1P / 1301 R1, 1301            | 1301              | 79             | 22 de octubre       | 22 a 31 de octubre                 |                       | Visto por Giotto di Bondone e incluido en su pintura La adoración de los magos. Los astrónomos chinos compararon su brillo con el de la estrella de primera magnitud Procyon. |
| 1P / 1378 S1, 1378            | 1378              | 77             | 9 de noviembre      | 9-14 de noviembre                  |                       | Pasó dentro de los 10 grados del polo norte celeste, más al norte que en cualquier otro momento durante los últimos 2000 años. Esta es la última aparición del cometa en que los registros orientales son mejores que los occidentales.                                                        |
| 1P / 1456 K1, 1456            | 1456              | 78             | 8 de enero          | 8 de enero‑9 de junio              |                       | Observado en Italia por Paolo Toscanelli, quien dijo que su cabeza era «tan grande como el ojo de un buey», con una cola «en forma de abanico como la de un pavo real». Los árabes dijeron que la cola se parecía a una cimitarra turca. En ese momento, las fuerzas turcas atacaron Belgrado. |
| 1P / 1531 P1, 1531            | 1531              | 75             | 26 de agosto        | 26 de agosto                       |                       | Visto por Pedro Apiano, quien notó que su cola siempre apuntaba en dirección opuesta al sol. Este avistamiento se incluyó en la tabla de Halley. |
| 1P / 1607 S1, 1607            | 1607              | 76             | 27 de octubre       | 27 de octubre                      |                       | Visto por Johannes Kepler. Este avistamiento se incluyó en la tabla de Halley. |
| 1P / 1682 Q1, 1682            | 1682              | 75             | 15 de septiembre    | 15 de septiembre                   |                       | Visto por Edmund Halley en Islington. |
| 1P / 1758 Y1, 1759 I          | 1758              | 76             | 13 de marzo         | 13 de marzo‑25 de diciembre        |                       | Retorno previsto por Halley. Visto por primera vez por Johann Palitzsch el 25 de diciembre de 1758. |
| 1P / 1835 P1, 1835 III        | 1835              | 77             | 16 de noviembre     | Agosto - 16 de noviembre           |                       | Visto por primera vez en el Observatorio del Collegio Romano en agosto. Estudiado por John Herschel en el Cabo de Buena Esperanza. |
| 1P / 1909 R1, 1910 II, 1909c  | 1910              | 75             | 20 de abril         | 20 de abril - 20 de mayo           |                       | Fotografiado por primera vez. La Tierra pasó por la cola del cometa el 20 de mayo. |
| 1P / 1982 U1, 1986 III, 1982i | 1986              | 76             | 9 de febrero        | 9 de febrero                       | 0.586 AU              | Alcanzó el perihelio el 9 de febrero, el más cercano a la Tierra (63 millones de km) el 11 de abril. Núcleo fotografiado por la sonda espacial europea Giotto y las sondas soviéticas Vega 1 y 2.                                                                                              |
|                               | 2061              | 75             | 28 de julio         | 28 de julio de 2061                |                       | Próximo regreso del cometa Halley. |
|                               | 2134              | 73             | 27 marzo            | 27 de marzo de 2134                |                       | Retorno posterior del cometa Halley. |

## Origen

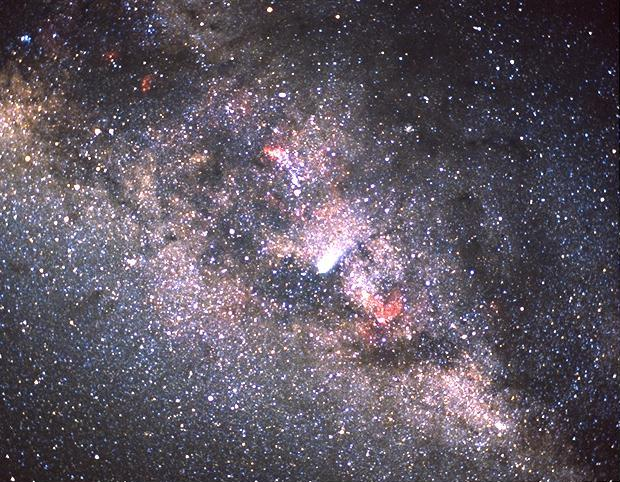
El cometa Halley y la Vía Láctea.

Se supone que los cometas tienen dos orígenes diferenciados en nuestro sistema solar, el cinturón de Kuiper, un disco plano helado de escombros estelares, situado a unas 50 unidades astronómicas (UA), y la nube de Oort, una esfera de objetos transneptunianos, cuyo borde interno está situado a unas 50 000 UA. Los cometas de ciclo corto, con una órbita que toma un tiempo inferior a 200 años, proceden, por lo general, del cinturón de Kuiper; mientras que los de ciclo largo, como el Hale-Bopp, cuya órbita toma un tiempo de miles de años, parece que proceden de la nube de Oort. El cometa Halley es inusual, puesto que es de ciclo corto, aunque su origen se sitúa en la nube de Oort, y no en el cinturón de Kuiper. Su órbita indica que originalmente fue de ciclo largo, pero que ha sido capturado por la atracción gravitatoria de los gigantes gaseosos, de forma que ha quedado atrapado en el interior del Sistema Solar al acortarse su órbita.

## Órbita

Órbita del cometa Halley.

La órbita del cometa Halley es muy elíptica, con un foco en el Sol. Su distancia más corta al Sol, el perihelio, es de 0.6 UA, entre las órbitas de Mercurio y Venus, mientras que su afelio, la mayor distancia al Sol, es de 35.3 UA, casi la distancia de la órbita de Plutón. Como curiosidad, entre los objetos del sistema solar, su órbita es retrógrada, pues orbita en dirección contraria a los planetas, con una inclinación de 18° respecto a la eclíptica.

## Estructura y composición
La Misión Giotto proporcionó a los astrónomos la primera visión de la estructura y superficie del cometa Halley. La coma del mismo se extiende a través de millones de kilómetros en el espacio, aunque su núcleo es relativamente pequeño, estando en unos 15 km de largo, 8 km de ancho y 8 km de alto, con una forma de cacahuete. La masa del cometa es bastante baja, de unos 2.2 × 1014 kg, con una densidad de unos 0.6 g/cm³. Su albedo es de aproximadamente un 4 %, lo que indica que solo un 4 % de la luz recibida es reflejada; más o menos, este es el mismo comportamiento que el carbón. Aunque parece muy brillante, y blanco, al ser observado desde la Tierra, el cometa Halley es, sin embargo, un cuerpo negro.

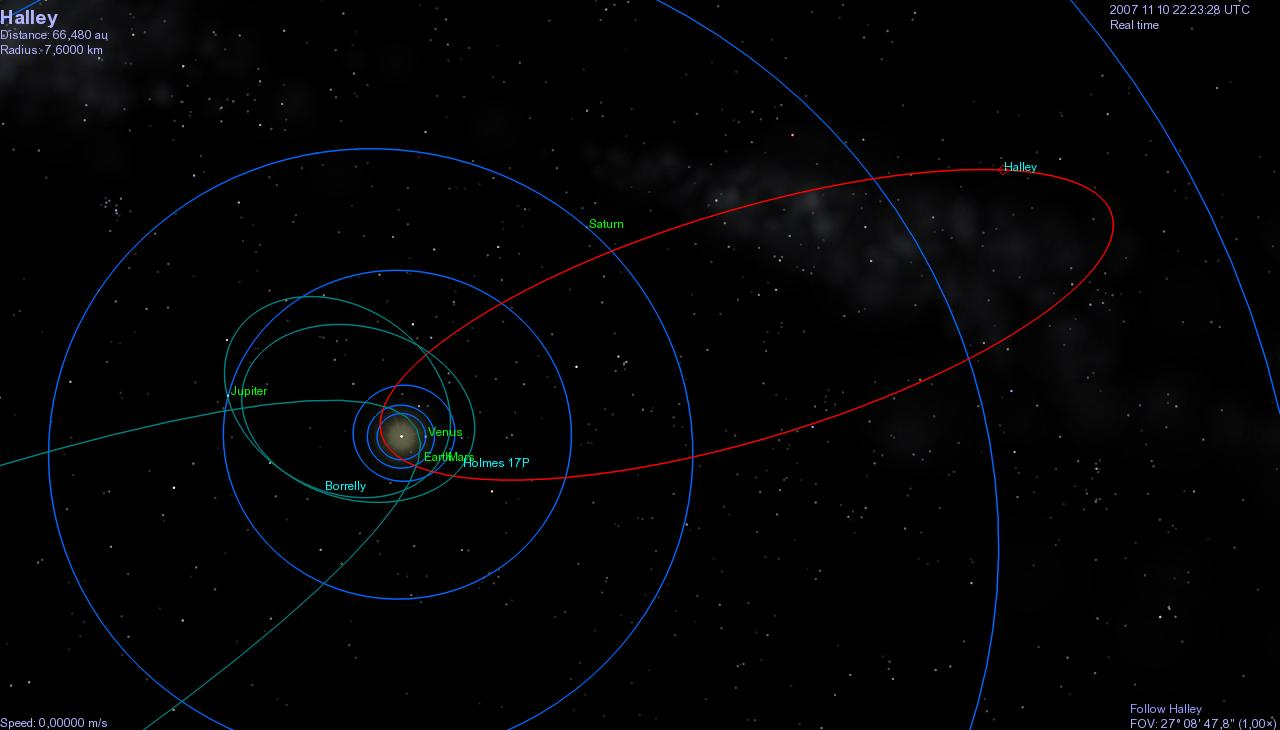
Órbita del cometa Halley, generada con el programa Celestia.

Al entrar en el interior del sistema solar, y aproximarse al perihelio, el Sol calienta su superficie, causando la sublimación de su materia, y pasando directamente del estado sólido al gaseoso, emitiendo una gran cantidad de gas volátil desde su oscura superficie. El núcleo realiza una rotación cada 52 horas, y en su cara diurna es mucho más activo que en la oscura. El gas emitido está compuesto de 80 % de vapor de agua, 17 % de monóxido de carbono, de 3 a 4 % de dióxido de carbono, y el resto son trazas de hidrocarburos.
El núcleo está recubierto de una capa de polvo que retiene el calor. Dentro de esta capa de polvo existen huecos, algunos con hielo, y otros vacíos, existiendo también varios cráteres, alguno de 1 km de diámetro. Al acercarse al Sol, las temperaturas pueden acercarse a los 77 °C, y entonces, se emiten toneladas de gas por segundo.